# فيك اكيرز
فيك اكيرز (بالإنجليزية: Vic Akers)‏ هو لاعب كرة قدم ومدرب كرة قدم بريطاني، ولد في 24 أغسطس 1946 في إيزلينغتون ‏ في المملكة المتحدة. لعب مع كامبريدج يونايتد ونادي هايز ونادي واتفورد.